# Mitjó de Nadal

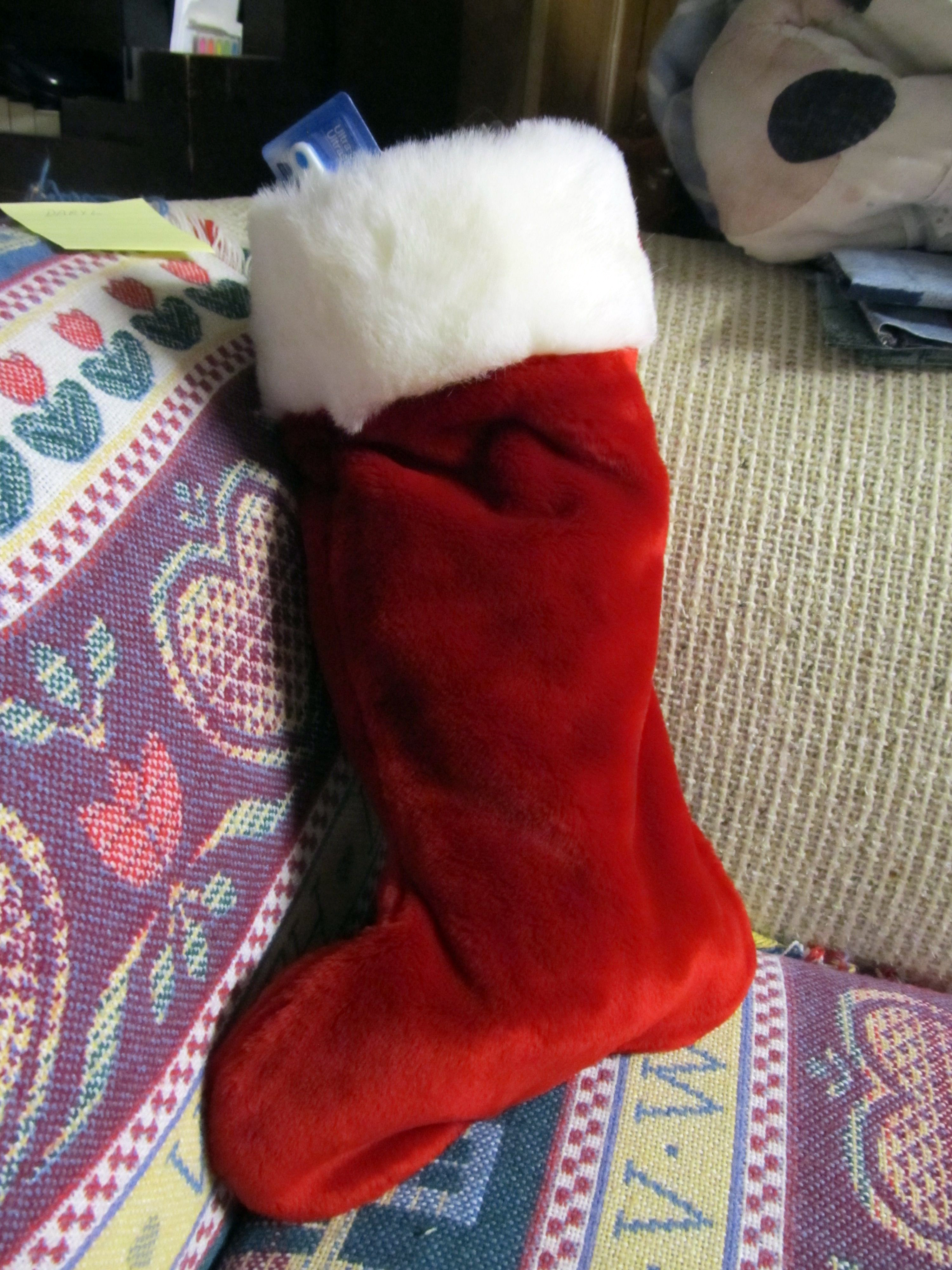
Un mitjó de Nadal amb els regals a dins.

Un mitjó de Nadal és un mitjó buit o una bossa en forma de mitjó que es penja el dia de Sant Nicolau o la vigília de Nadal perquè Sant Nicolau (o les figures relacionades del Pare Noel) pugui omplir-lo de joguines petites, caramels, fruites, monedes o altres petits regals quan arribi. Es creu que la tradició del mitjó de Nadal prové de la vida de Sant Nicolau. En alguns contes nadalencs, el contingut del mitjó de Nadal són les úniques joguines que el nen rep per Nadal del Pare Noel; en altres contes (i en la tradició), alguns regals també s'emboliquen en paper d'embolicar i es col·loquen sota l'arbre de Nadal. La tradició a la cultura occidental diu que un nen que es porta malament durant l'any rebrà pocs regals, o carbó. Algunes persones fins i tot posen els mitjons de Nadal a les potes del llit perquè el Pare Noel pugui omplir-les al costat del llit mentre dormen.

## Història

Mitjó a la xemeneia.

El mitjó de Nadal és una tradició americana documentada l'any 1823 al poema A Visit from St. Nicholas. Es creu que l'origen del mitjó de Nadal s'origina durant la vida de Sant Nicolau. Tot i que no hi ha registres escrits de l'origen del mitjó de Nadal, hi ha llegendes populars que intenten explicar la història d'aquesta tradició nadalenca. Una d'aquestes llegendes té diverses variacions, però la següent és un bon exemple: Sant Nicolau s'allotjava amb una família pobra i va saber que el pare tenia previst vendre les seves tres filles a la prostitució per salvar-les a totes de la fam. Sant Nicolau els volia ajudar, però sabia que el vell no acceptaria la caritat, així que va decidir ajudar-lo en secret. Quan va sortir de casa després de fer-se fosc, va llançar tres bosses d'or per una finestra oberta, una de les quals va aterrar en un mitjó. Quan les noies i el seu pare es van despertar l'endemà al matí van trobar les bosses d'or i, per descomptat, van estar molt contents. Les noies es van salvar del seu trist destí. Altres versions de la història diuen que Sant Nicolau va llançar les tres bosses d'or directament als mitjons que es penjaven al costat de la llar de foc perquè s'assequin.
Això va fer que els nens pengessin mitjons o sabates, esperant amb impaciència els regals de Sant Nicolau. De vegades, la història s'explica amb boles d'or en lloc de bosses d'or. És per això que tres boles d'or, de vegades representades com taronges, són un dels símbols de Sant Nicolau. I per tant, Sant Nicolau és un regalador. Aquest és també l'origen de tres boles d'or que s'utilitzen com a símbol per als prestadors d'empenyorament.
Una tradició que va començar originàriament en un país europeu, els nens simplement utilitzaven un dels seus mitjons, però finalment es van crear mitjons especials de Nadal per a aquest propòsit. Aquests mitjons s'utilitzen tradicionalment el dia de Sant Nicolau, tot i que a principis del segle XIX també es van fer servir la vigília de Nadal.
Una afirmació infundada és que el costum del mitjó de Nadal deriva de la figura germànica/escandinava Odin. Segons Phyllis Siefker, els nens posaven les seves botes, farcides de pastanagues, palla o sucre, a prop de la xemeneia perquè el cavall volador d'Odin, Sleipnir, se les mengés. L'Odin recompensaria aquests nens per la seva amabilitat substituint el menjar d'en Sleipnir per regals o caramels. Aquesta pràctica va mantenir-se a Alemanya, Bèlgica i els Països Baixos després de l'adopció del cristianisme i es va associar amb Sant Nicolau com a resultat del procés de cristianització. Aquesta afirmació és dubtosa, ja que no hi ha registres que ho relacionin amb Odin fins que hi ha una fusió de Sant Nicolau amb Odin. Sant Nicolau va tenir una fusió anterior amb el culte de l'àvia a Bari, Itàlia, on l'àvia posava regals en mitjons. Aquest Sant Nicolau fusionat viatjaria més tard cap al nord i es fusionaria amb els cultes d'Odín.
Avui dia, les botigues ofereixen una gran varietat d'estils i mides de mitjons de Nadal, i el mitjó de Nadal també és una artesania casolana popular. Moltes famílies creen els seus propis mitjons de Nadal amb el nom de cada membre de la família, perquè el Pare Noel sàpiga quin mitjó pertany a cada membre de la família.